# Toyota Tundra
A Tundra é uma picape de porte grande da Toyota fabricada desde 1999.
O IIHS - Insurance Institute for Highway Safety (Em português: Instituto de Seguros para Segurança Rodoviária) classificou a Tundra como "Boa" em seu teste de colisão frontal. Foi a primeira picape de tamanho normal a receber uma pontuação "Boa", seus concorrentes da Ford e Dodge foram classificados como "Pobres" e, no caso do modelo da GM, "Marginal".

## Galeria
- Primeira geração (1999-2006)
- Segunda geração (2007-2021)
- Terceira Geração (2022-presente)